# 泰拉克
泰拉克（法語：Tayrac，法語發音：[tɛʁak]）是法国洛特-加龙省的一个市镇，属于阿让区。 

## 地理
泰拉克（44°11'49"N, 0°50'30"E）面积12.89 平方千米，位于法国新阿基坦大区洛特-加龍省，该省份为法国西南部内陆省份，北起多爾多涅省，西接吉倫特省和朗德省，南至热尔省，东临塔恩-加龙省和洛特省。
与泰拉克接壤的市镇（或旧市镇、城区）包括：栋达、佩尔维尔、皮米罗勒、圣马丹德博维尔、圣莫兰。

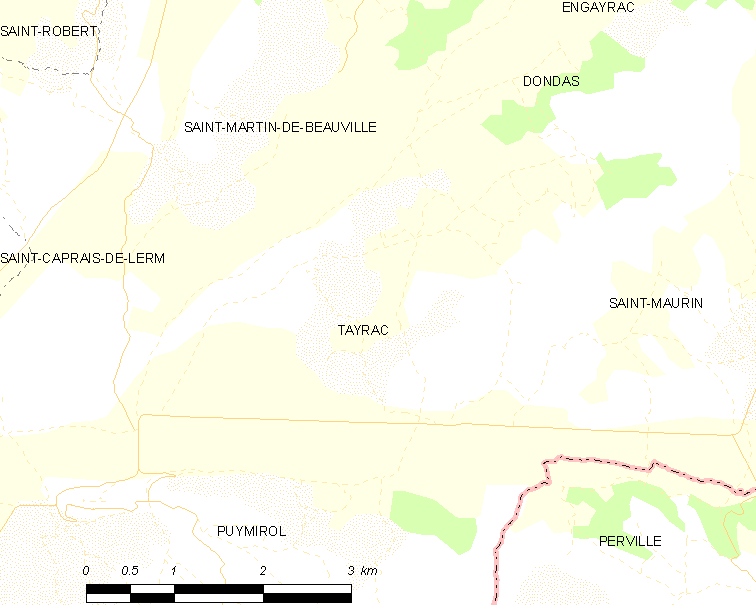
泰拉克的OSM定位图

泰拉克的时区为UTC+01:00、UTC+02:00（夏令时）。

## 行政
泰拉克的邮政编码为47270，INSEE市镇编码为47305。

## 政治
泰拉克所属的省级选区为塞尔地区县。

## 人口

1962-2008年间泰拉克人口变化图示

泰拉克于2022年1月1日时的人口数量为380人。